# Đảo Střelecký
Đảo Střelecký (tiếng Séc: Střelecký ostrov) là một hòn đảo ở gần giữa sông Vltava, nằm ở thủ đô Praha, Cộng hòa Séc. Hòn đảo này liên kết với hai bờ (Phố cổ và Phố nhỏ) thông qua cầu Legion. Toàn bộ đảo với diện tích khoảng 2,5 ha thuộc địa phận khu Phố cổ Praha.

## Lịch sử
Văn bản lịch sử đầu tiên đề cập đến hòn đảo có niên đại từ thế kỷ 12. Lúc bấy giờ, hòn đảo này thường được giới quý tộc và hoàng gia sử dụng làm nơi tập bắn cung hay tập nỏ, hoặc tổ chức một số cuộc thi liên quan đến săn bắn. Trong Chiến tranh Ba Mươi Năm, hòn đảo đã bị bỏ hoang.
Vào thế kỷ 18 và thế kỷ 19, hòn đảo lại trở thành nơi nhộn nhịp dành cho các cung thủ và nhiều lễ hội dân gian khác. Từ thế kỷ 18, một lễ kỷ niệm đi kèm với hoạt động bắn pháo hoa thường được tổ chức ở đây vào giữa mùa hè.
Hiện nay, ở phía nam cầu Legion có một cầu thang đi xuống đảo. Trên đảo có một nhà hàng (phía nam hòn đảo) và một công viên công cộng (phía bắc hòn đảo). Đảo Střelecký cũng là nơi tổ chức một số lễ hội ngoài trời (chẳng hạn như Prague Pride Festival), các buổi hòa nhạc hoặc các sự kiện văn hóa khác.

## Hình ảnh

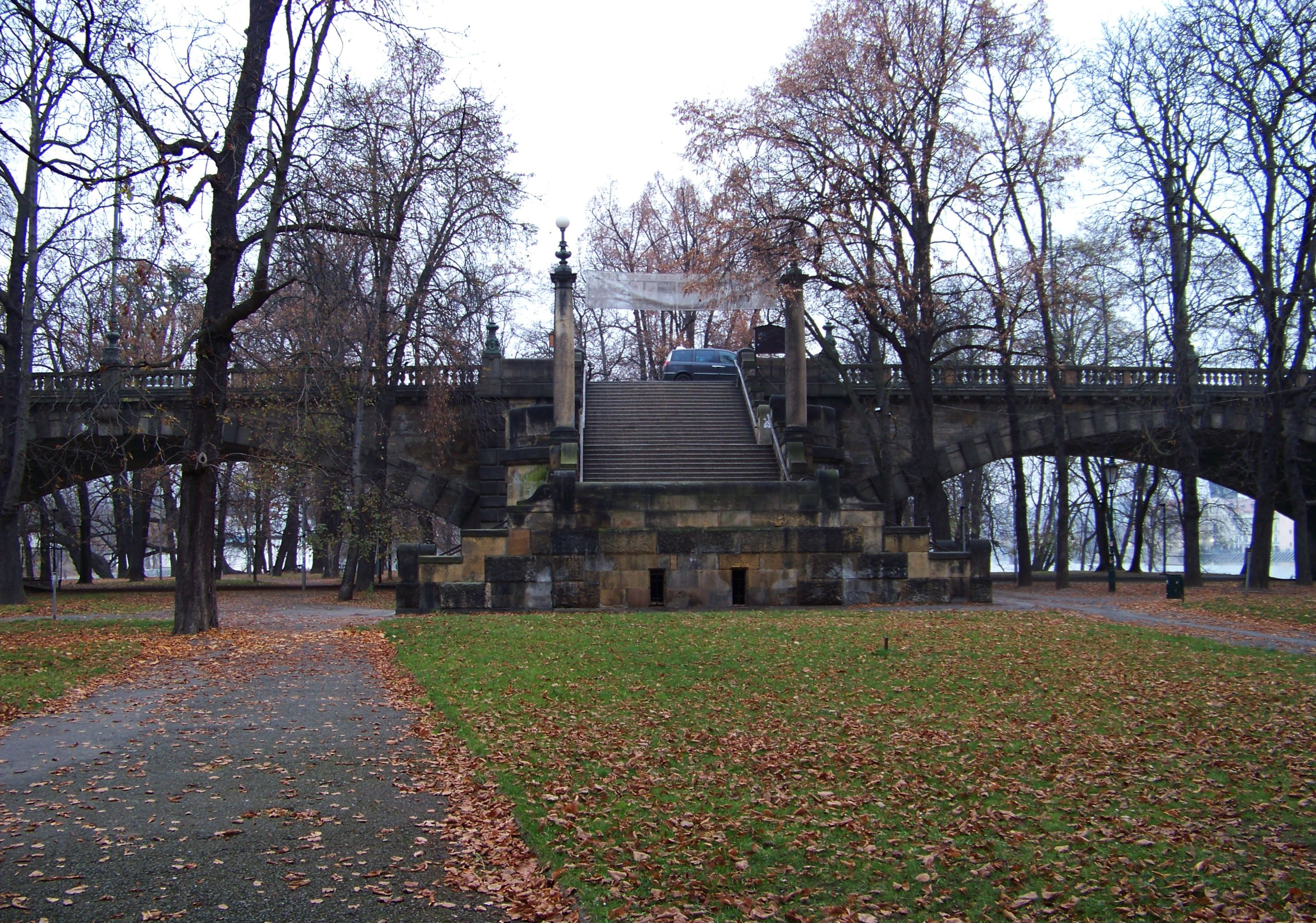
Cầu thang đi từ cầu Legion xuống đảo (2011)
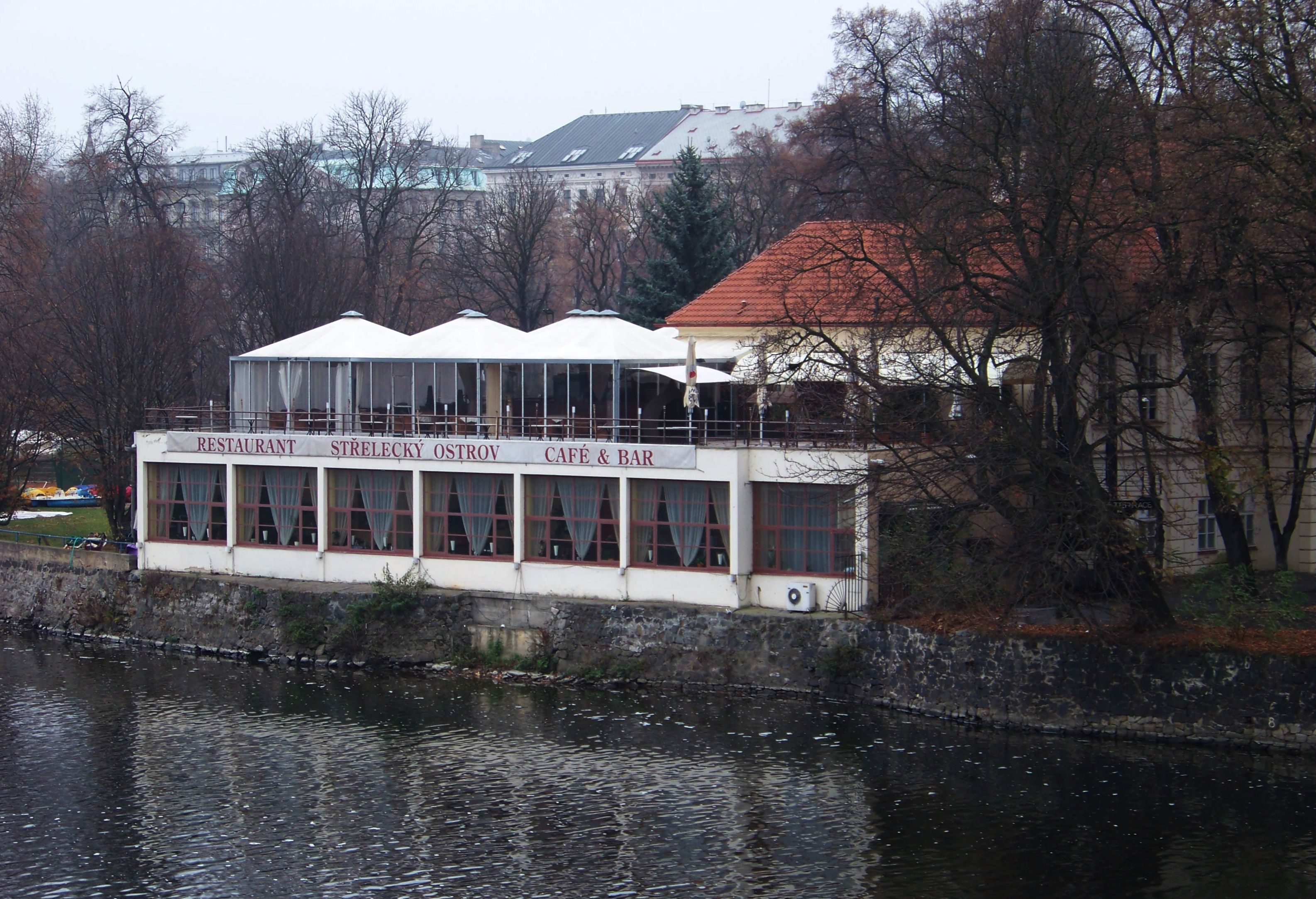
Nhà hàng ở đầu phía nam đảo (2011)
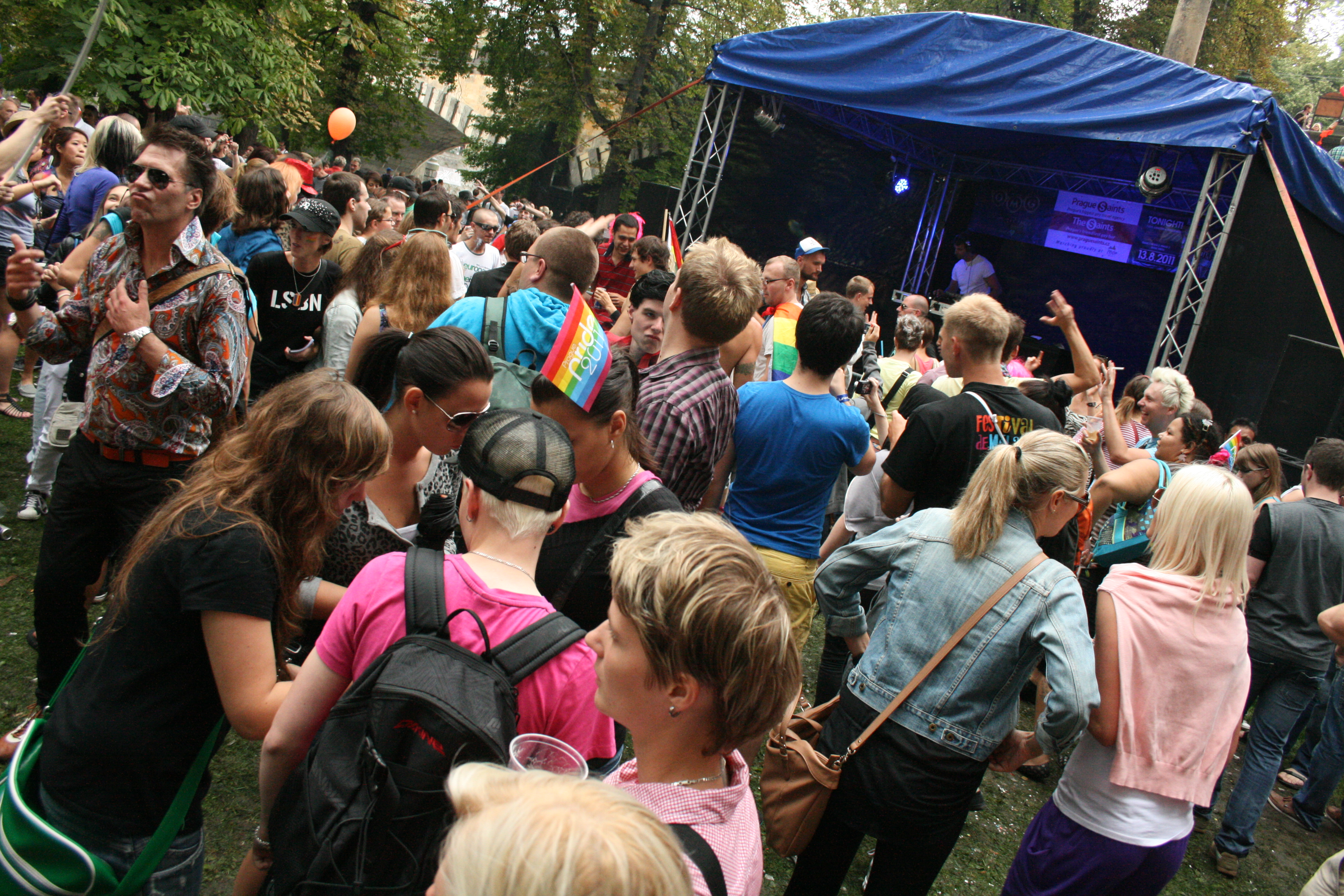
Prague Pride Festival (2011)